# 刘邦瑞
刘邦瑞（1922年10月—2010年6月26日），男，湖北武汉人，中华人民共和国选矿工程专家、政治人物，昆明理工大学教授，曾任云南省政协副主席，九三学社中央委员会常务委员，云南省委员会主任委员，第七、八届全国政协委员。